# Nikša Skelin
Nikša Skelin (ur. 25 marca 1978 w Splicie) – chorwacki wioślarz, srebrny medalista w wioślarskiej dwójce bez sternika podczas Letnich Igrzysk Olimpijskich w Atenach.

## Osiągnięcia
- Mistrzostwa Świata – St. Catharines 1999 – ósemka – 9. miejsce[2].
- Igrzyska Olimpijskie – Sydney 2000 – ósemka – 3. miejsce[1][2].
- Mistrzostwa Świata – Lucerna 2001 – ósemka – 2. miejsce[1][2].
- Mistrzostwa Świata – Sewilla 2002 – dwójka bez sternika – 3. miejsce[1][2].
- Mistrzostwa Świata – Mediolan 2003 – dwójka bez sternika – 2. miejsce[1][2].
- Igrzyska Olimpijskie – Ateny 2004 – dwójka bez sternika – 2. miejsce[1][2].
- Mistrzostwa Świata – Gifu 2005 – dwójka bez sternika – 6. miejsce[1][2].
- Mistrzostwa Świata – Eton 2006 – dwójka bez sternika – 14. miejsce[2].
- Mistrzostwa Świata – Monachium 2007 – dwójka bez sternika – 10. miejsce[1][2].
- Igrzyska Olimpijskie – Pekin 2008 – dwójka bez sternika – 12. miejsce[1][2].
- Mistrzostwa Europy – Ateny 2008 – ósemka – 5. miejsce[2].
- Mistrzostwa Europy – Montemor-o-Velho 2010 – dwójka bez sternika – 9. miejsce[2].